# Opservatorije Mauna Kea
Opservatorije Mauna Kea (MKO) su brojni nezavisni astronomski istraživački objekti i velike teleskopske opservatorije koji se nalaze na vrhu Mauna Kea na Velikom ostrvu Havaja u Sjedinjenim Državama. Objekti su smešteni u posebnoj zoni korišćenja zemljišta od 212 ha (520 acres) poznatoj kao „Astronomski okrug”, koja se nalazi u okviru 4.544 ha (11.230 acres) naučnog rezervata Mauna Kea. Astronomski okrug je osnovan 1967. godine i nalazi se na zemljištu zaštićenom Zakonom o istorijskom očuvanju zbog svog značaja za havajsku kulturu. Prisustvo i kontinuirana izgradnja teleskopa veoma je kontroverzna zbog centralnosti Mauna Kee u zavičajnoj havajskoj religiji i kulturi, kao i iz različitih ekoloških razloga.
Lokacija je gotovo idealna zbog svog tamnog neba usled nedostatka svetlosnog zagađenja, dobre astronomske vidljivosti, niske vlažnosti, velike nadmorske visine od 4.205 m (13,80 ft), položaja iznad većeg dela vodene pare u atmosferi, čistog vazduha, dobrih vremenskih prilika i lokacije na maloj geografskoj širini.

## Poreklo i pozadina
Značajno prethodeći sadašnjim opservatorijama, postoje dokazi o aktivnoj astronomskoj aktivnosti na Mauna Keu na zemljišnoj mapi ostrva Havaji iz 1901. godine, koja prikazuje „Havajsku astronomsku stanicu“ u blizini samita Mauna Kea.
Nakon proučavanja fotografija za program Apollo agencije NASA koje su sadržavale više detalja od bilo kog zemaljskog teleskopa, Džerard Kajper je počeo da traži sušno mesto za infracrvene studije. Mada je prvobitno razmatrao lokacije u Čileu, on je takođe doneo odluku da se izvrše testovi na Havajskim ostrvima. Testovi na Mauiskoj Haleakali su bili obećavajući, ali je planina bila preniska i stoga u sloju inverzije, te je često bila prekrivena oblacima. Na „Velikom ostrvu” Havaja, Mauna Kea se smatra najvišom ostrvskom planinom na svetu. Iako je vrh često pokriven snegom, vazduh je izuzetno suv. Kajper je počeo da ispituje mogućnost izgradnje opservatorije na Mauna Kei. Nakon testiranja, ustanovljeno je da je niska vlažnost vazduha savršena za infracrvene signale. On je ubedio guvernera Havaja, Džona A. Bernsa, da buldožerima napravi zemljani put do vrha, gde je sagradio mali teleskop na Puʻu Poliʻahu, cilindričnog oblika sa koničnim vrhom. Taj vrh je bio drugi po visini na planini. Najviši vrh je bilo sveto tlo, te ga je Kajper izbegao.‍:25 Zatim je Kajper je pokušao da angažuje agenciju NASA da finansira veću instalaciju sa velikim teleskopom, stambenim objektima i drugim potrebnim strukturama. NASA je zauzvrat odlučila da projekat učini otvorenim za nadmetanje. Profesor fizike, Džon Džefris sa Havajskog univerziteta dao je ponudu u ime univerziteta. Džefris je svoju reputaciju stekao putem opservacija u opservatoriji Sakramento Pik. Predlog je bio da dvometarski teleskop služi potrebama NASA-e i univerziteta. Iako se veliki teleskopi obično ne dodeljuju univerzitetima bez dobro uspostavljenih astronoma, Džefrisu i UH dodeljen je NASA-in ugovor, što je razbesnelo Kajpera, koji je smatrao da mu je „ukradena” planina. Kajper bi napustio svoju lokaciju (prvi teleskop na Mauna Kei) zbog konkurencije i započeo posao u Arizoni na drugom NASA projektu. Nakon značajnih ispitivanja od strane Džefrisovog tima, utvrđeno je da su najbolje lokacije u blizini vrha. Testiranje je takođe utvrdilo da je Mauna Kea izvanredna za noćno gledanje usled mnogih faktora, uključujući razređeni vazduh, konstantne vetrove i okruženost morem. Džefris se obavezao da sagradi teleskop visine 2,24 metra, dok je država Havaji pristala da izgradi pouzdan put do vrha za sve vremenske uslove. Izgradnja je započeta 1967. godine, a prvo svetlo je viđeno 1970. godine.
Druge grupe su počele da traže podzakupe na novopristupačnom vrhu planine. Do 1970. godine, Američko ratno vazduhoplovstvo i Opservatorija Louel su izgradili dva teleskopa od 24 in (0,6 m). Godine 1973, Kanada i Francuska dogovorile su se da izgrade 3,6 m CFHT na Mauna Kei. Međutim, lokalne organizacije počele su da izražavaju zabrinutost zbog uticaja opservatorija na životnu sredinu. To je navelo Departman za zemljište i prirodne resurse da pripremi inicijalni plan uprave, izrađen 1977. i dopunjen 1980. U januaru 1982. godine, Regentski odbor Univerziteta na Havajima odobrio je plan za podršku kontinuiranom razvoju naučnih objekata na tom mestu. Godine 1998, 823 ha (2.030 acres) preneto je iz zakupa opservatorije u dopunu rezervata ledenog doba Mauna Kea. Plan za 1982. zamenjen je 2000. godine proširenjem dizajniranim da služi do 2020. godine: uspostavljena je Kancelariju za upravu Mauna Kea, namenjeno je 212 ha (520 acres) za astronomiju, a preostalih 4.356 ha (10.760 acres) posvećeno je „očuvanju prirode i kulture”. Ovaj plan je dalje revidiran kako bi se adresirala zabrinutost koju je izražila havajska zajednica, da se pokazuje nedostatak poštovanja prema kulturnoj vrednosti koju je planina otelotvorivala starosedelačkim narodima u regionu.
Prema podacima iz 2012. godine, Naučni rezervat Mauna Kea ima 13 objekata za posmatranje, od kojih svaki finansira čak 11 zemalja. To je jedna je od vodećih svetskih opservatorija za optičku, infracrvenu i submilimetarsku astronomiju, a 2009. je bila najveća opservatorija u pogledu moći prikupljanja svetlosti. Postoji devet teleskopa koji rade u vidljivom i infracrvenom spektru, tri u submilimetarskom spektru i jedan u radio spektru, sa ogledalima ili tanjirima u rasponu od 0,9—25 m (3—82 ft). Poređenje radi, Svemirski teleskop Habl ima ogledalo od 2,4 m (7,9 ft), veličine slične sa UH88, sada drugom najmanjem teleskopu na ovoj planini.

### Kontroverze
Planirani novi teleskopi, uključujući Trideset-metarski teleskop, izazivaju kontroverze zbog svog potencijalnog kulturnog i ekološkog uticaja. Multi-teleskpsko proširenje na teleskopu Kek, koje je zahtevalo nove lokacije, na kraju je otkazano. Tri ili četiri od 13 postojećih teleskopa u planini moraju se demontirati tokom naredne decenije, a predlog TMT izgradnje bi trebalo da bude poslednje područje na Mauna Kei na kojem bi ikada bio izgrađen bilo koji teleskop.
Uz sve kontroverze, izgradnja teleskopa je dovela do stvaranja Zakona o zaštiti noćnog neba na Havajima. Kako veštačko svetlo formira svetlosni oblak iznad zemlje, višak svetlosti remeti jasne slike koje snimaju teleskopi. Dana 1. jula 2013. godine, iniciran je Zakon o zaštiti noćnog neba na Havajima, koji se primenjuje na Veliko ostrvo i na Maui. Može se primetiti velika razlika između Havajskih ostrva i kopnenog dela Sjedinjenih Država u pogledu uličnog osvetljenja. Gotovo sve ulice su mračne jer svetiljke ili nisu izgrađene, uklonjene su ili su prigušene.

### Naučna otkrića
Opservatorije Mauna Kea uključuju trinaest velikih teleskopa. U novembru 2020. godine, u saradnji sa evropskim niskofrekventnim ARray radio teleskopom, Gemini opservatorija Mauna Kea i NASA infracrvena teleskopska instalacija (NITF), otkrili su prvu Super-planetu. U oktobru 2011, Nobelova nagrada za fiziku dodeljena je Solu Perlmuteru, Brajanu P. Šmitu i Adamu G. Risu; nagrada je priznala njihova otkrića, zasnovana na istraživanju supernova u opservatorijama, da je tamna energija sila koja uzrokuje da se univerzum širi ubrzano.

## Spoljašnje veze
- Званични веб-сајт